# Little Southwest Miramichi River
Der Little Southwest Miramichi River ist ein etwa 100 km langer rechter Nebenfluss des Northwest Miramichi River in der kanadischen Provinz New Brunswick.

## Flusslauf
Der Little Southwest Miramichi River bildet den Abfluss des 380 m hoch gelegenen Gover Lake im Westen des Northumberland County. Er fließt in überwiegend östlicher Richtung. Im Oberlauf nimmt er den West Branch Little Southwest Miramichi River und den Tuadook River (beide von rechts) auf. Im Mittellauf mündet bei Flusskilometer 70 der North Pole Stream sowie bei Flusskilometer 49 der Lower North Branch Little Southwest Miramichi River, beide von Nordwesten kommend, in den Fluss. Dieser erreicht schließlich den Unterlauf des Northwest Miramichi River, 20 km oberhalb dessen Vereinigung mit dem Southwest Miramichi River zum Miramichi River. 
Im Flusssystem des Little Southwest Miramichi River kommt der Atlantische Lachs vor.

## Hydrologie
Das Einzugsgebiet des Little Southwest Miramichi River umfasst 1342 km². Der mittlere Abfluss 10 km oberhalb der Mündung beträgt 33,3 m³/s. In den Monaten April und Mai führt der Fluss die größte Abflussmenge mit im Mittel 74,4 bzw. 101 m³/s.